# Израильско-эстонские отношения
Израильско-эстонские отношения — двусторонние международные дипломатические, культурные, военные и иные отношения между Эстонией и Израилем. Израиль признал независимость Эстонской Республики 4 сентября 1991 года, а дипотношения были установлены 9 января 1992 года.
У Эстонии есть посольство в Тель-Авиве, а у Израиля есть нерезидентный посол, который работает в Хельсинки (Финляндия).

## История
Израиль признал независимость Эстонии после распада СССР 4 сентября 1991 года. У Израиля никогда не было своего открытого посольства в Таллине. Изначально израильский посол работал в Риге, Латвия, а с 2003 года посол в Эстонии работает из Хельсинки.
В 1995 году две страны подписали соглашение об усилении и налаживании инвестиций. В 1997 году было подписано соглашение о сотрудничестве с сфере коммуникаций, почты и компьютеризации. В 1998 году было подписано дополнительное соглашение о сотрудничестве в сфере культуры, науки и образовании. В 2001 году был отменен визовый режим между двумя странами.
В мае 2007 года была основана эстонско-израильская парламентская группа в эстонском парламенте. В конце 2009 года израильско-эстонская группа парламентской дружбы была основана в Кнессете, которую возглавила член Кнессета Анастасия Михаэли. В 2017 году эту группу возглавляет член Кнессета Ксения Светлова.
18 ноября 2009 года Эстония открыла посольство в Израиле. До этого момента, в Тель-Авиве работал почётный консул Эстонии, в то время как посол Эстонии в Израиле работал в Таллине.
29 июня 2009 года Израиль и Эстония подписали договор о двойном налогообложении.
В мае 2017 года глава МИД Эстонии Свен Миксер назвал еврейское государство «другом и партнёром» своей страны и заявил, что попытки превратить Израиль в международного изгоя — бессмысленны.
24 августа 2018 Нетаньяху принял участие в проходящем в Литве саммите премьер-министров стран Балтии в Литовской национальной библиотеке, а также провёл отдельные переговоры с премьером Латвии Марисом Кучинскисом и премьером Эстонии Юри Ратасом. Стороны обсудили укрепление отношений между Израилем и странами Балтии, а также расширение сотрудничества в различных сферах.
5 мая 2020 года состоялся телефонный разговор глав МИД двух стран, Исраэля Каца и Урмаса Рейнсалу. Стороны обсудили тему борьбы с коронавирусом, противостояние иранской угрозе, а также вопросы дальнейшего экономического сотрудничества между государствами.
В ноябре 2022 года глава эстонского МИДа Урмас Рейнсалу заявил, что его страна отныне не будет голосовать в ООН в поддержку резолюций, осуждающих Израиль.

## Экономические связи
Торговый оборот между двумя странами в 2014 году составил 18,2 млн евро. По сравнению с 2013 годом, импорт и экспорт снизились. В 2014 году Израиль занял 48 место в списке крупнейших торговых партнеров Эстонии (51 место в списке крупнейших экспортёров и 45 место среди крупнейших импортёров).
Главными продуктами экспорта в 2015 году из Эстонии в Израиль являлись животные жиры и масла, древесина и изделия из нее, металлы и металлические изделия, продукты целлюлозно-бумажной промышленности. Главными продуктами импорта в Эстонию из Израиля в 2015 году являлись станки и оборудование, текстиль и тканевые материалы (шерсть, хлопок), а также изделия из цемента и его концентрата.

### Инвестиции
Согласно данным Банка Эстонии на 31 марта 2016 года израильские инвесторы вложили в республику 9,8 млн евро. Главными объектами вложений стали недвижимость, финансы, страховые компании, а также оптовая и розничная торговля.

## Военное сотрудничество
В июне 2019 года эстонское министерство обороны закупило израильские противотанковые ракеты «Spike» концерна «Рафаэль», на сумму €40 млн. При этом Литва закупила такие же ракеты в 2017 году, а Латвия — в 2018 году.

## Культурные связи
Оба государства имеют прямые контакты друг с другом по вопросам культурного обмена и образования. Организации обеих стран приглашают своих партнёров на международные конференции, семинары и поддерживают сотрудничество между спортивными и молодёжными организациями. В ноябре 2001 года и октябре 2003 года Эстонский филармонический хор выступал в Израиле.
В августе 2019 года в таллиннской галерее Vabaduse прошла выставка «Тропы: Кольцо Змеи», на которой представлены работы израильских художников Тенно-Пента Соостера и Сергея Бунькова.